# Сільван-плейс
Сільван-плейс (англ. Sylvan Place) — колишня маленька вулиця, що тягнеться зі сходу 120-ї вулиці до сходу 121-ї вулиці, між і паралельно Лексінгтон-авеню та Третій авеню, у районі Східний Гарлем на Мангеттені в Нью-Йорку. Вказівники на вулиці збереглись донині. Територія вулиці тепер слугує Парком мистецтв Гарлема, фасадом і автостоянкою будівлі суду Гарлема.
Прямо навпроти Сільван-плейс, на Східній 121-й вулиці, знаходиться Сілван-Корт-Мьюз, або Сілван-Корт (який іноді плутають із Сільван-плейс). Сілван-Корт-Мьюз – це невелика глуха приватна вулиця з ґрунтовим покриттям, на якій розташовано кілька таунхаусів 1880-х років. На відміну від інших частин міста з подібними будинками, як-от Гринвіч-Вілледж і Бруклін-Гайтс, маленька вулиця та суд не були відновлені. І Сільван-плейс, і Сілван-Корт були частиною колишньої Іст-Пост-роуд, яка вела з міста до Бостона. Перехрестя Іст-пост-роуд, Кінгсбридж-пост-роуд, Гарлем-роуд і Черч-Лейн утворювало п'ятикутне перехрестя, а район, який його оточував, іноді називали П'ять очок, не плутати з районом з тією ж назвою в нижньому Манхеттені. Сільван-плейс, і Сілван-Корт перетинались на колишньому п'ятикутному перехресті.
Сільван-тераса, історичне угруповання з 20 триповерхових дерев'яних таунхаусів або конюшень в історичному районі Джумель Тераса у Вашингтон-Гайтс, Мангеттен, іноді помилково називають Сільван-плейс.